# Anthidiellum turneri
Anthidiellum turneri là một loài Hymenoptera trong họ Megachilidae. Loài này được Friese mô tả khoa học năm 1909.